# Нора Босонг
Нора Босонг (на немски: Nora Bossong) е германска писателка, поетеса и романистка.

## Биография
Нора Босонг е родена през 1982 г. в Бремен.
През 2001 г. е стипендиант на първата „Литературна лаборатория Волфенбютел“.
Следва литература в Немския литературен институт в Лайпциг, а също културология, философия и компаративистика в Хумболтовия университет на Берлин, университета в Потсдам и Римския университет „Ла Сапиенца“.
Нора Босонг пише поезия и проза, като публикува отделни творби в антологии и литературни списания.
През 2006 г. дебютира с романа „Местност“ („Gegend“).
Издаденият през 2015 г. роман „36,9°“ има за тема италианския политик Антонио Грамши.
Нора Босонг е член на немския ПЕН клуб, а от 2017 г. се числи към неговия президиум.
Писателката живее в Берлин.